# Scolops virescens
Scolops virescens är en insektsart som beskrevs av Ball 1937. Scolops virescens ingår i släktet Scolops och familjen Dictyopharidae. Inga underarter finns listade i Catalogue of Life.